# Dalbir Singh Gill
Dalbir Singh Gill (* 25. November 1936 in Falsalabad, Pakistan) ist ein ehemaliger indischer Radrennfahrer.

## Sportliche Laufbahn
Dalbir Singh Gill war im Straßenradsport und im Bahnradsport aktiv. Er war Teilnehmer der Olympischen Sommerspiele 1964 in Tokio. Im Mannschaftszeitfahren schied Indien mit Amar Singh Billing, Dalbir Singh Gill, Chetan Singh Hari und Amar Singh Sokhi aus dem Rennen aus. In der Mannschaftsverfolgung schied er mit seinem Vierer in der Vorrunde aus. Im 1000-Meter-Zeitfahren wurde er auf dem 26. Rang klassiert.